# Huronistiden
Huronistiden var den första kända istiden på Jorden. Den varade för cirka 2,4–2,1 miljarder år sedan, och encelliga organismer var då det enda liv som fanns på planeten. De första 100 miljoner åren var mycket kalla, och vissa forskare menar att hela planeten i stort sett låg djupfryst. Istiden är uppkallad efter en av Nordamerikas stora sjöar, Huron.